# Nikó Lina
Nikó Lina (Kunszentmiklós, 1853. április 10. – Budapest, 1905. július 26.) magyar operett- és népszínműénekes, komika.

## Élete
Nikó Mátyás és Juhász Teréz lánya. Képzettség nélküli színészi pályáját 1868 októberében kezdte Pécsett, Károlyi Lajos társulatánál, majd 1872-től Szabadkára szerződött. 1873-tól négy éven keresztül a szegedi színháznál játszott, majd 1877-ben a pesti Népszínházhoz került egy évre. Először július 27-én, a Vereshajú című színműben lépett fel, és kifejezetten rossz kritikát kapott. 
Jó színpadi alak, ügyes is, de sem beszélő, sem énekhangja nem kellemes, beszéde modoros és egyhangú…
Ezután főként karakterszerepekben láthatta a közönség, és csupán a népszínházi „nagyok” (Blaháné, Pálmay Ilka, Hegyi Aranka és Komáromi Mariska) árnyékában játszhatott. Miután az évad véget ért, csalódottan hagyta ott Budapestet. 
1880-ban már komikai szerepkörben tűnt fel, ekkor Miskolcon, Marosvásárhelyt és Kassán játszott. 1895 nyarán a Városligeti Színkörben lépett fel. Amikor Ditrói Mór meglátta az egyik előadáson, megkereste, és állást ajánlott neki a hamarosan megalakuló Vígszínházban. 1896-tól egészen a haláláig az ottani társulatnak volt a tagja. 
Egyike volt az igazán nagyoknak, méltó utóda az úttörő Szathmárynénak. A természet a legdúsabb komikai vénával áldotta meg, s mint elődje, kitűnő színésznői ösztönének köszönhette mindazt a sok sikert, amelyet oly bőven aratott fővárosi működése alatt. Ő is a primitív, tudatlan asszonyka volt, aki még az olvasással is hadilábon állt. Mennyit kínlódott szegény annak a sok francia meg angol névnek a kimondásával, amelybe oly gyakran belebotlott. Csodálatos ösztönét ugyanakkor gyakran bámultuk, mert bámulni való volt, amint a szájas házmesternét éppolyan tökéletesen alakította, mint a melegszívű anyát és mint a francia kerítőnőt. De az angol előkelő ladyt is éppoly méltósággal tudta eljátszani, akár a szerepköréből kiöregedett, ripacs operettprimadonnát
1889. december 4-én került sor Nikó Lina 30 éves színpadi jubileumára. 
Nikó Lina, a Vígszínház művésznője a minap meghalt a Vöröskereszt Kórházban, és vele a legkiválóbb magyar színésznők egyikét vesztettük el. Komika volt, mégpedig páratlanul mulatságos és kedves komika. (...) aranyos humora derűt és fényt árasztott. Ha azután lemosta a festéket és fölvette polgári ruháját, akkor egy szeretetre méltó, tisztes és erkölcsös, nyárspolgári külsejű asszony állott előttünk, akinek legfőbb gondja a leánya, akit tanítónőnek nevelt, aztán férjhez adott; és gyermeke születvén belőle Nikó Linából nagymama lett, mégpedig boldog és kedves nagymama! Szerette övéit és a pályáját, amelyet mint énekes primadonna kezdett meg. Lelkes és pontos színésznő volt, akinek halálát minden pályatársa és a közönség is mélységesen fájlal

## Színházi szerepei
- Beöthy László: Béni bácsi – Sára
- Bisson: Államtitkár úr – Mariolle-né
- Bisson: A hálókocsik ellenőre – Montpepinné
- Guthi Soma–Rákosi Viktor: Tartalékos férj – Teréz
- Millöcker–Berla: Három pár cipő – Kudelmudel
- Molnár Ferenc: A doktor úr – Marosiné
- Potter: Trilby – Vinard-né
- Ordonneau–Valabreque: Durand és Durand – Tourelle-né
- Sylvane: Végrehajtó – Octavie
- Szigeti I.: A csókon szerzett vőlegény – Nefelejcs
- Verga: A farkas – Filomena

## Emlékezete
Halálát követően a közönség és a kollégák a tiszteletére szobrot emeltek a Vígszínház előcsarnokában.